# Château Gizzi
Le château Gizzi est un château situé dans la commune de Torre de' Passeri, province de Pescara, dans les Abruzzes.